# Myrrhis odorata
Cerfeuil musqué, Cerfeuil anisé, Cerfeuil d'Espagne
Pour les articles homonymes, voir Cerfeuil (homonymie).
Espèce

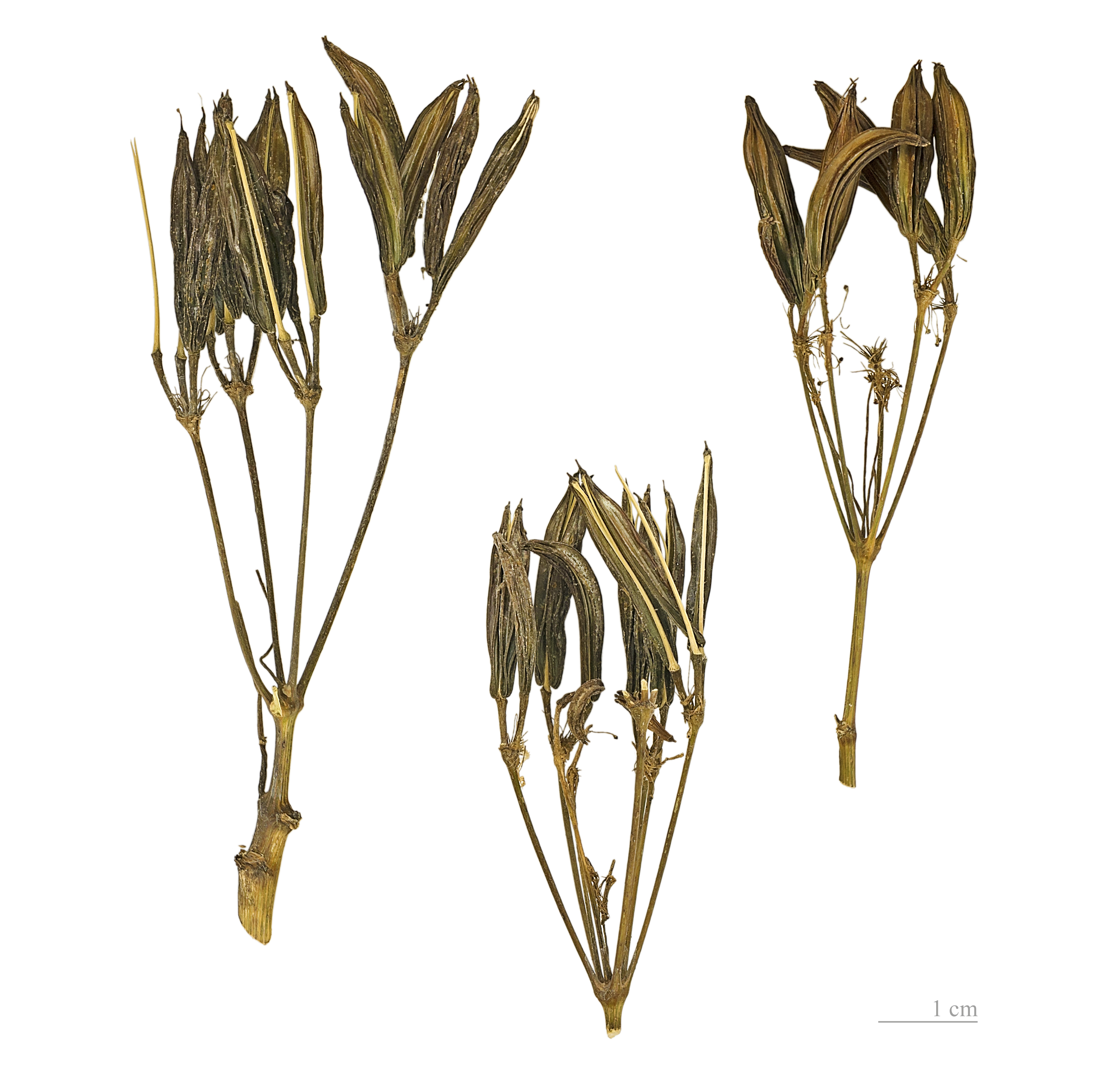
Graines de Myrrhis odorata au Muséum de Toulouse.

Myrrhis odorata, le Cerfeuil musqué, Cerfeuil anisé ou Cerfeuil d'Espagne, est une espèce de plantes à fleurs de la famille des Apiacées. C'est une plante herbacée, vivace originaire d'Europe. Elle est cultivée pour ses feuilles et ses graines au goût sucré et anisé, utilisées comme condiments alimentaires.

## Historique et dénomination
L'espèce Myrrhis odorata a été décrite initialement par le naturaliste suédois Carl von Linné, et reclassé dans le genre Myrrhis par le naturaliste Giovanni Antonio Scopoli en 1772.

### Nom vernaculaire
- Cerfeuil perpétuel, cerfeuil d'Espagne, fougère musquée, gros persil. Il est parfois appelé Myrrhe et plus rarement Myrrhis odorant
- de : Myrrhenkerbel, en : cicely, es : perifollo oloroso, it : mirride odorosa.

## Description
Le cerfeuil musqué est une herbe vivace qui croît jusqu'à 1 m de hauteur. Tiges dressées, creuses, très ramifiées.
Les grandes feuilles, jusqu'à 30 cm, molles, sont très découpées, bi- ou tripennées, et ressemblent à celle des fougères.
Petites fleurs blanches groupées en ombelles larges et étalées avec des rayons de 10 à 12 cm.
Graines assez grandes, 25 mm, noires.

## Distribution
La plante est originaire d'Europe centrale (Suisse, Autriche) et méridionale (Albanie, ex-Yougoslavie, Italie, Espagne).
Elle est largement naturalisée ailleurs par la culture.

## Culture
Préfère un sol frais et bien fumé et une exposition ombragée.
La multiplication se fait par semis en automne ou par division de touffes au printemps.
Récolte de quelques mois à un an après la plantation. Prélever les feuilles selon les besoins et éliminer les hampes florales.
Les feuilles peuvent se conserver par congélation.

## Utilisation
Les feuilles fraîches, crues, à odeur anisée caractéristique, peuvent servir à aromatiser les salades et crudités, omelettes et potages...
Les graines sont utilisées pour parfumer les desserts et pour préparer des liqueurs.
Les racines peuvent se consommer de la même manière que celles du panais.